# المسيحية في سورينام

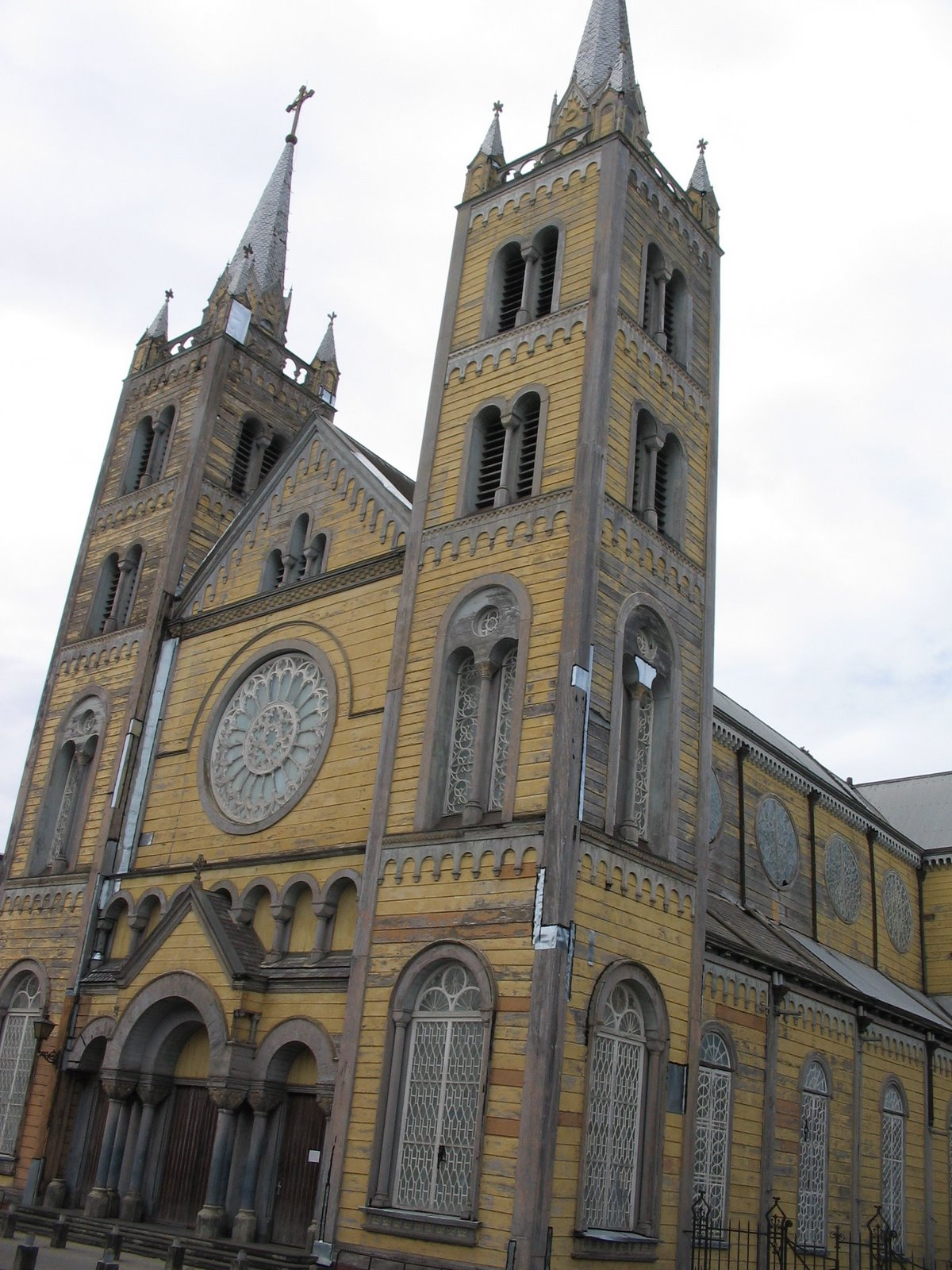
كاتدرائية القديس بطرس وبولس الكاثوليكيَّة في باراماريبو.

تُشكل المسيحية في سورينام أكثر الديانات إنتشاراً بين السكان، سواء في شكل الكاثوليكية والبروتستانتية، وتُعتبر الكنيسة المورافية أقدم كنيسة في البلاد. وفقًا لبيانات التعداد السكاني لعام 2012 حوالي 48.4% من سكان سورينام مسيحيين، بما في ذلك الكاثوليك والبروتستانت ويتوزع البروتستانت بين الكنيسة المورافية، واللوثرية، والإنجيلية، والكنيسة المعمدانية، والميثودية والكنيسة الكالفينية الهولندية. وبحسب بيانات التعداد السكان ازدادت نسبة وتعداد السكان المسيحيين من 40.5% من عام 2004 إلى 48.4% في عام 2012. ولعبت الطوائف المسيحية دور كبير في ادخال التقنيات الطبيّة الحديثة إلى سورينام وذلك عن طريق المؤسسات والإرساليات التبشيرية.

## تاريخ

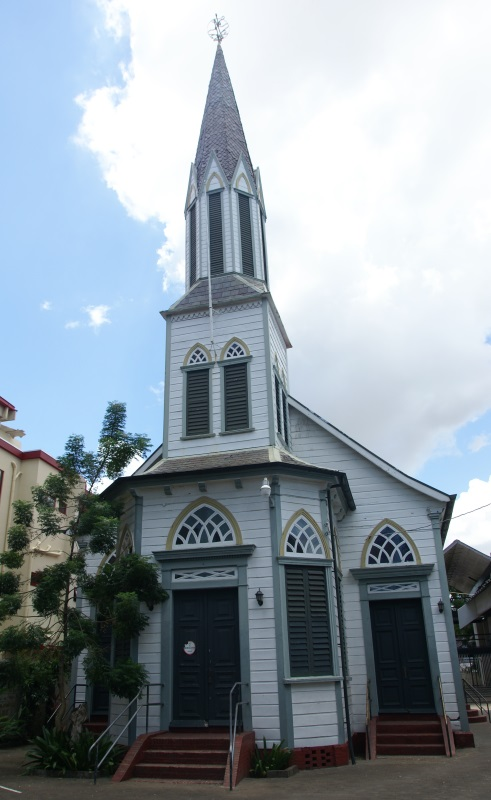
الكنيسة المورافية في باراماريبو.

سُميت المنطقة نسبة إلى قبائل «سورين» والتي كانت تسكن المنطقة خلال الاتصال مع الأوروبيين. دخل المستكشفون الإسبان المنطقة في عام 1593، وتبعهم المستوطنون الهولنديون في عام 1602. على الرغم من وجود مستوطنة بريطانية راسخة في المنطقة بعد عام 1651، إلا أن معاهدة بريدا منحت سورينام للهولنديين في عام 1667 (استلم البريطانيون المنطقة التي ستُطلق عليها لاحقًا نيويورك كبديل) والتي عرفت باسم مستعمرة سورينام وبقيت تحت السيطرة الهولندية حتى عام 1954. دخلت الكاثوليكية على طول الساحل في عام 1683، لكن التأثير الهولندي القوي بعد الإصلاح البروتستانتي بالإضافة إلى وجود العبودية كانت عوامل غير مشجعة للنشاط التبشيري الكاثوليكي. حصلت الكنيسة المورافية على إذن من الشركة الهولنديَّة مجتمع سورينام للشروع في أنشطة تبشيرية بين السكان العبيد في سورينام، ووصل المبشرون الأوائل إلى البلاد في 7 أغسطس من عام 1735. ولم يكونوا مدعومين من الحكومة، ولم يُسمح لهم في البداية بفتح كنيسة. على الرغم من أن بريطانيا العظمى انتزعت بشكل متقطع السيطرة على المنطقة بعيدًا عن هولندا، إلا أن سلسلة من المعاهدات الجديدة أعادت المنطقة في نهاية المطاف إلى الهولنديين في عام 1816. خلال القرن التاسع عشر، تحولت غالبية كبيرة من العمال الأفارقة في سورينام إلى الكنيسة المورافية، وبدأ التبشير الكاثوليكي بشكل جدي في حدود عام 1817.
أصبحت المنطقة جزءًا من هولندا في عام 1948، وبعد ذلك بعامين تم منحها حكمًا داخليًا محدودًا. في عام 1954، أصبحت سورينام منطقة ذات حكم ذاتي، ونتيجة للعنف العرقي والمشاكل الاقتصادية، تم منحها الاستقلال الكامل في 25 نوفمبر عام 1975. وفي غضون خمس سنوات، تم الإطاحة بالحكومة المدنية من قبل نظام عسكري سمح به الكولونيل ديزي بوترس، والذي حكم حتى عام 1990. استمر اندلاع العنف العرقي من قبل مجموعات حرب العصابات المختلفة من ضمنهم صراع شعب المارون خلال الثمانينيات من القرن العشرين، وأسفر الانقلاب اللاحق خلال عام 1990 عن انتخابات حرة في العام التالي؛ وتم التوقيع على معاهدة سلام رسمية مع مجموعات حرب العصابات المتنوعة في المنطقة في عام 1992. كانت محاولات الحكومة المدنية الجديدة لمعالجة المشاكل الاقتصادية لسورينام غير فعالة، وبحلول عام 1997، بلغ معدل التضخم نسبة مذهلة تبلغ 70%. في عام 2000، تم انتخاب حكومة ائتلافية جديدة على أمل أن تحسن الاقتصاد.
اعترافًا بتقاليد المنطقة من التنوع الديني، سمحت حكومة سورينام بحرية العبادة، ولم يكن مطلوبًا من الجماعات الدينية التسجيل لدى الدولة. تدير الكنائس المسيحية عدد من المدارس المسيحية والمؤسسات الخاصة بالاحتياجات الإنسانية للمنطقة. بينما واصلت الكنيسة جهودها التبشيرية، نشط المبشرون المعمدانيون الذين ترعاهم الولايات المتحدة بشكل متزايد في المنطقة. في أغسطس من عام 1996، دمر حريق مشبوه أرشيف الأبرشية الكاثوليكية، على الرغم من أنه يعتقد أن الهدف الرئيسي هو مبنى البرلمان في البلاد، الواقع في مكان قريب. وتسعى الكنائس المسيحية إلى إيجاد سبل لتحقيق الاستقرار في المجتمع السورينامي بعد عقود من الاضطرابات السياسية. ولعبت الطوائف المسيحية تاريخياً دور كبير في ادخال التقنيات الطبيّة الحديثة إلى سورينام وذلك عن طريق المؤسسات والإرساليات التبشيرية.

## الطوائف المسيحية

### البروتستانتية

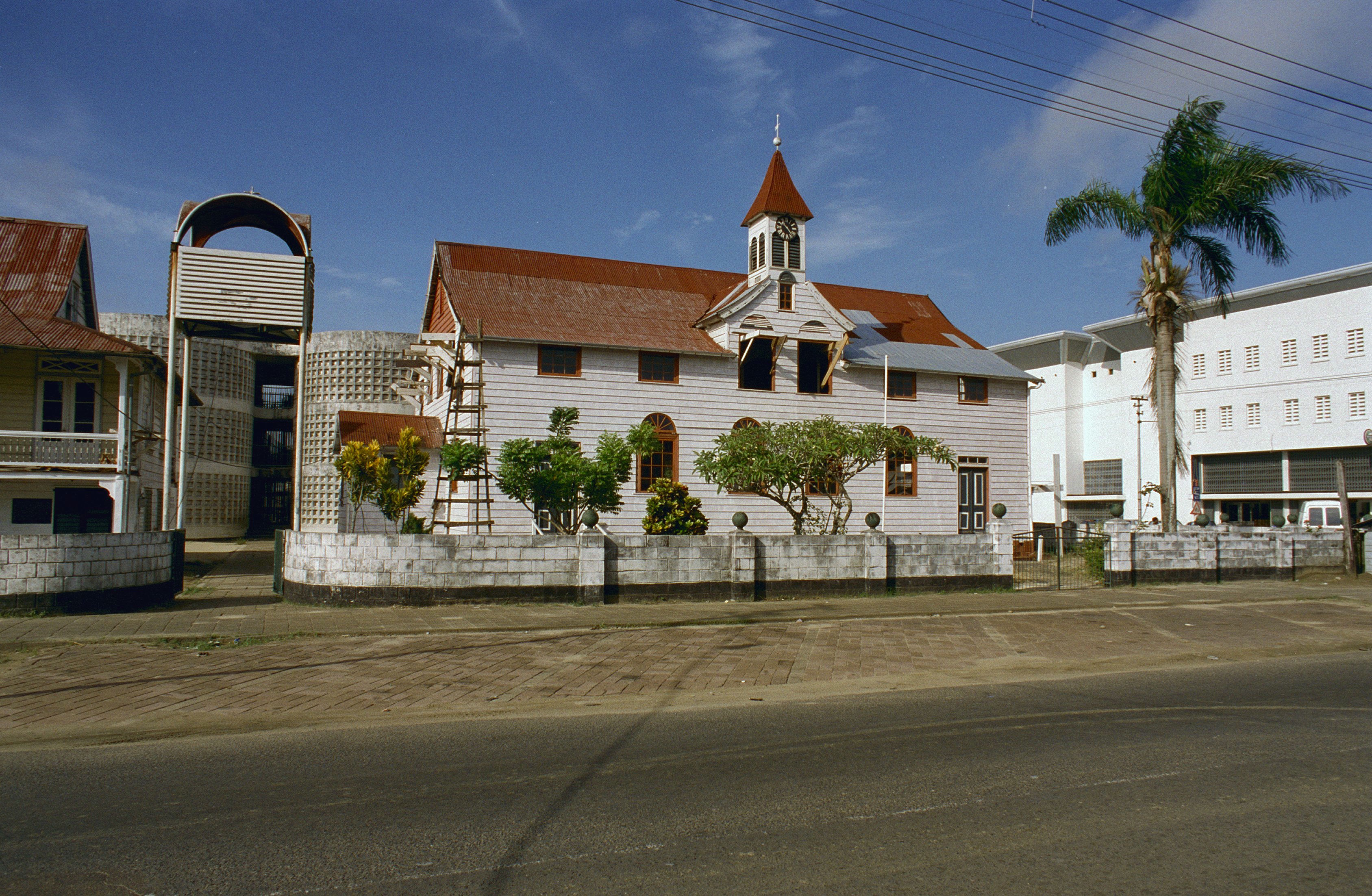
كنيسة فريدكيرك المورافيَّة في باراماريبو.

تعد البروتستانتية كبرى المذاهب المسيحيَّة والدينيَّة في البلاد؛ حيث أنَّ حوالي 26.8% من السكان من أتباع الكنائس البروتستانتية المختلفة. يعد مذهب الخمسينية كبرى المذاهب البروتستانتية في البلاد ويشكل أتباعه وفقاً لتعداد السكان عام 2012 حوالي 11.18% من السكان، يليهم أتباع الكنيسة المورافية مع حوالي 11.16% من السكان ومن ثم أتباع الكنيسة الكالفينية مع حوالي 0.7% من السكان. تعد الكنيسة الأنجليكانية أقدم طائفة مسيحية موجودة في البلاد،  ويعود وجود الكنيسة المورافية في البلاد إلى القرن التاسع عشر مع السيطرة الهولنديَّة على البلاد. في الآونة الأخيرة ومنذ عقد 1970 تزايدت أعداد المتحولين للمذهب الخمسيني، ليصبح أكبر المذاهب البروتستانتية في البلاد. وتنتشر البروتستانتية بين شعب المارون والكريول والسكان ذوي الأصول العرقية المختلطة والأوروبية. وفقًا لدراسة المؤمنون في المسيح من خلفية مسلمة: إحصاء عالمي وهي دراسة أجريت من قبل جامعة سانت ماري الأمريكيّة في تكساس سنة 2015 وجدت أن عدد المسلمين في سورينام المتحولين للديانة المسيحية يبلغ حوالي 1,100 شخص.

### الكاثوليكية

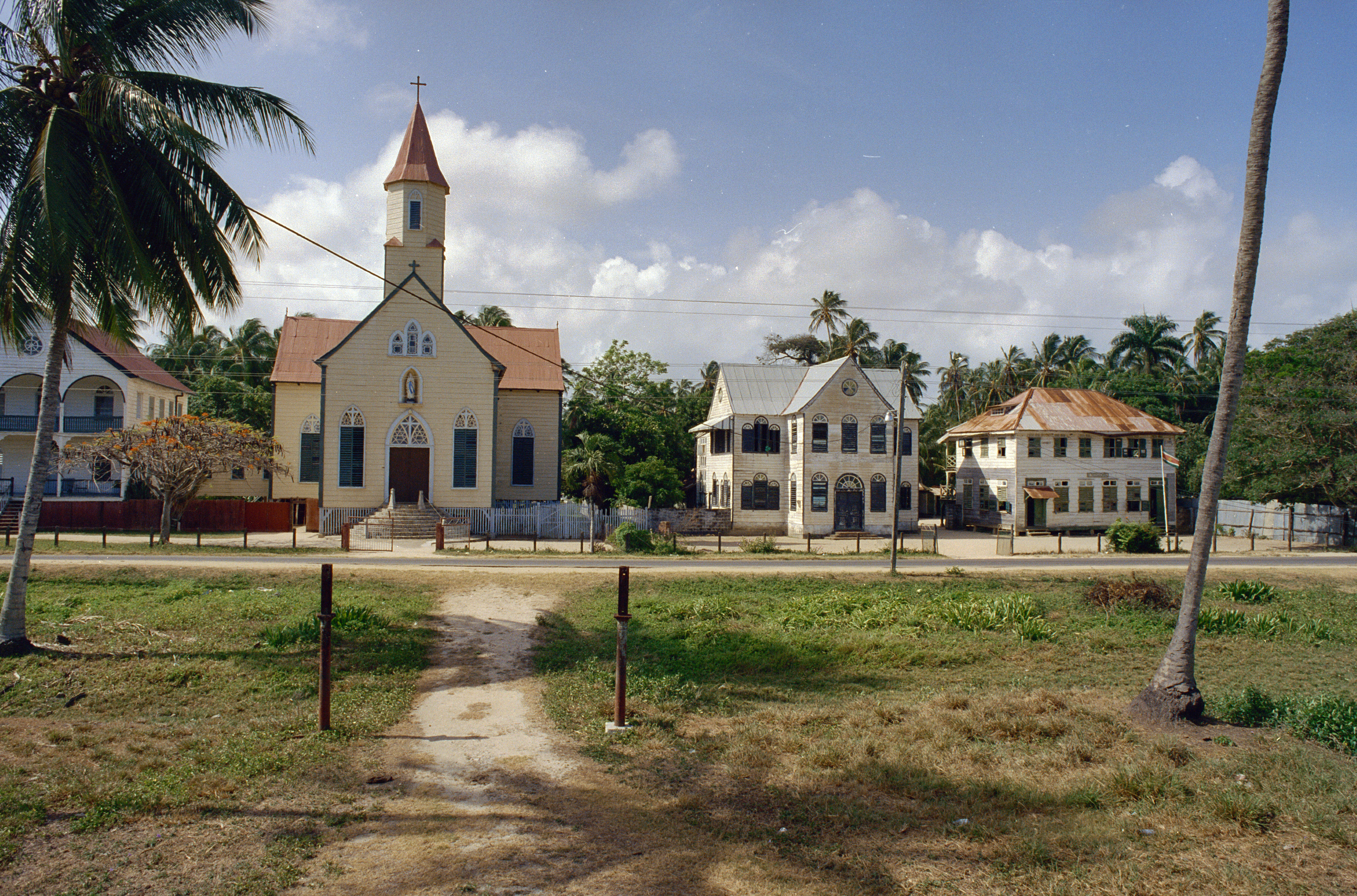
كنيسة الحبل بلا دنس الكاثوليكية في ماري هوب.

الكنيسة الكاثوليكية السوريناميَّة هي جزء من الكنيسة الكاثوليكية العالمية في ظل القيادة الروحية للبابا في روما، وفقاً لتعداد السكان عام 2012 يشكل الكاثوليك حوالي 21.6% من مجمل السكان أو حوالي 177,261 نسمة، وهي أقل نسبة لأتباع الكنيسة الرومانية الكاثوليكية في أمريكا الجنوبية. تضم البلاد أبرشيَّة واحدة وهي أبرشية باراماريبو الرومانيَّة الكاثوليكيَّة ومقر الأبرشية هي كاتدرائية القديس بطرس وبولس في باراماريبو، وتضم البلاد حوالي واحد وثلاثين رعية.
كان المبشرين الكاثوليك الأوائل ممن قدموا إلى سورينام من الرهبان الفرنسيسكان في عام 1683، لكن قسوة المناخ لم تكن في صالح وصول الكهنة الآخرين، بحيث أنه حتى عام 1786 لم يكن هناك حضور للبعثات التبشيريَّة الكاثوليكيَّة في البلاد. منذ عام 1786 فتح بعض الكهنة العلمانيين مركزاً للتبشير، لكن سرعان ما اضطروا إلى الفرار مع معارضة رجال الدين من الطوائف المسيحية الأخرى. وعندما سيطر الهولنديين على البلاد في عام 1816، ومع السيطرة الهولنديَّة وتم ضمان حرية العبادة في البلاد. وكانت هذه نقطة الانطلاق الحقيقية للتبشير الكاثوليكي لما يسمى اليوم بسورينام. في عام 1817 أقيمت الولاية الرسولية لغيانا الهولندية، والتي أصبحت نيابة رسولية في عام 1842 وعهد لإدارة النيابة إلى الجماعة الرهبانية الفادي القدوس. وفي 7 مايو من عام 1958، تم رفع النيابة الرسوليَّة إلى رتبة أبرشية لتصبح أبرشية باراماريبو الرومانيَّة الكاثوليكيَّة.

### الطوائف المسيحية الأخرى
يشكل شهود يهوه ثالث أكبر الطوائف المسيحية في البلاد، حيث وفقاً لتعداد السكان عام 2012 شكلَّ أتباع المذهب حوالي 1.2% من مجمل السكان أي حوالي 6,622 نسمة.

## ديموغرافيا

### التعداد السكاني

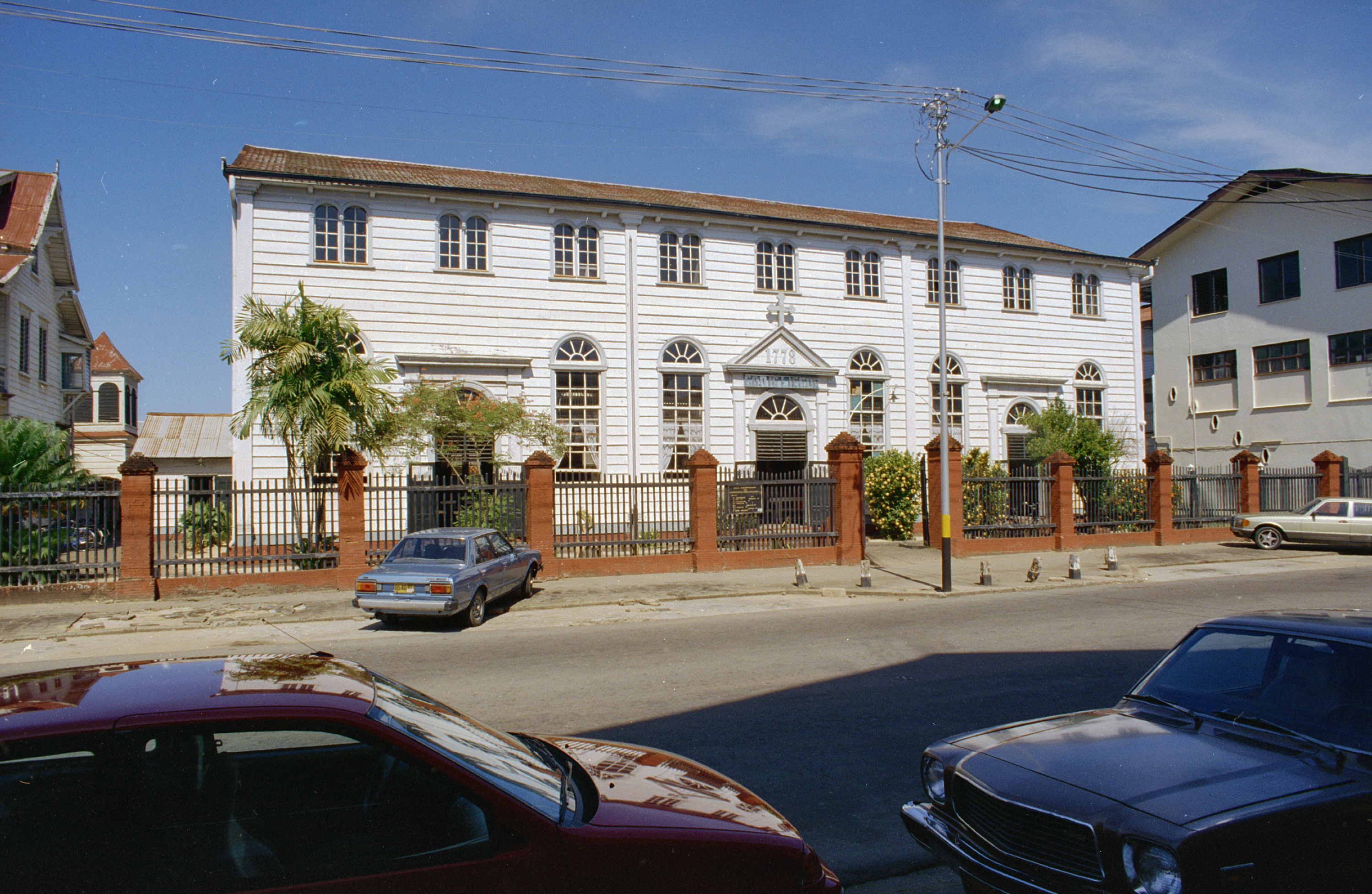
غروت ستادسكيرك المورافيَّة في باراماريبو.

| الديانة               | 2004    | 2004  | 2012    | 2012  |
| الديانة               | العدد   | %     | العدد   | %     |
| --------------------- | ------- | ----- | ------- | ----- |
| المسيحية              | 200,744 | 40.7  | 262,320 | 48.4  |
| الهندوسية             | 98,240  | 19.9  | 120,623 | 22.3  |
| الإسلام               | 66,307  | 13.5  | 75,053  | 13.9  |
| أديان أخرى أو لادينية | 50,334  | 10.2  | 66,560  | 12.3  |
| لم يجب عن السؤال      | 77,204  | 15.7  | 17,082  | 3.2   |
| مجمل السكان           | 492,829 | 100.0 | 541,638 | 100.0 |

### تعداد الطوائف
| توزيع الطوائف المسيحية        | تعداد 2012 | تعداد 2012 |
| توزيع الطوائف المسيحية        | العدد      | %          |
| ----------------------------- | ---------- | ---------- |
| الكنيسة الرومانية الكاثوليكية | 117,261    | 21.6       |
| الخمسينية                     | 60,530     | 11.18      |
| الكنيسة المورافية             | 60,420     | 11.16      |
| شهود يهوه                     | 6,622      | 1.2        |
| كالفينية                      | 4,018      | 0.7        |
| لوثرية                        | 2,811      | 0.5        |
| طوائف مسيحيَّة أخرى             | 17,280     | 3.2        |
| مجمل المسيحيون                | 262,320    | 48.4       |

### حسب الضواحي
| الديانة (تعداد 2004)      | سورينام | باراماريبو (7) | وانيكا (10) | نيكيري (5) | كوروني (3) | ساراماكا (8) | كوميويجني (2) | مارويجيني (4) | بارا (6) | بروكوبوندو (1) | سيباليويني (9) |
| ------------------------- | ------- | -------------- | ----------- | ---------- | ---------- | ------------ | ------------- | ------------- | -------- | -------------- | -------------- |
| مسيحيون                   | 40.7%   | 47.9%          | 29.7%       | 20.6%      | 75.0%      | 23.5%        | 22.0%         | 58.7%         | 56.5%    | 52.4%          | 35.2%          |
| هندوس                     | 19.9%   | 13.8%          | 39.9%       | 43.2%      | 2.2%       | 44.6%        | 24.5%         | 0.9%          | 4.9%     | 0.4%           | 0.3%           |
| مسلمون                    | 13.5%   | 9.4%           | 21.7%       | 22.5%      | 11.0%      | 18.8%        | 40.4%         | 6.8%          | 11.3%    | 0.2%           | 0.1%           |
| أتباع أديان قبائليَّة وأخرى | 5.8%    | 3.8%           | 3.4%        | 0.7%       | 1.6%       | 3.0%         | 4.2%          | 11.5%         | 6.8%     | 16.8%          | 26.8%          |
| لادينيون                  | 4.4%    | 3.9%           | 2.7%        | 0.6%       | 1.8%       | 1.4%         | 1.5%          | 4.7%          | 8.1%     | 11.8%          | 14.8%          |
| غير معروف                 | 15.7%   | 21.1%          | 2.6%        | 12.4%      | 8.4%       | 8.6%         | 7.3%          | 17.4%         | 12.5%    | 18.5%          | 22.9%          |